# Сканьор мед Фалстербу
Сканьор мед Фалстербу (на шведски: Skanör med Falsterbo) е град в южна Швеция, лен Сконе, община Велинге. Разположен е на брега на пролива Йоресун. Намира се на около 540 km на югозапад от столицата Стокхолм и на около 30 km на юг от Малмьо. Образуван е през 1960 г. от сливането на градовете Сканьор и Фалстербу. Има две малки пристанища. Морски курорт. Населението на града е 7398 жители, по приблизителна оценка от декември 2017 г.